# Zen Bu Kan Kempo
A Zen Bu Kan Kempo karate modern harcművészeti stílus. Alapítója Dr Harmos Imre hanshi (10. dan), Ausztráliában élő nagymester. Európai képviselője Lévai László hanshi 8. danos nagymester.
A stílus a Shaolin Kempo, a Jiu-Jitsu, a karate, és az ökölvívás technikáit ötvözi és igyekszik összeállítani egységes harcművészeti stílussá. Technikai repertoárjában megtalálhatóak mind a pusztakezes, mind pedig a fegyveres alaptechnikák. Az ütések, rúgások, dobások, feszítések és fojtások kombinációján alapuló komplex küzdőstílus. Megtalálható benne a tradicionális boksziskola, gyakorolják a térd és könyök használatát. A földharc is megengedett a leszorítónak. A stílus nagy hangsúlyt fektet az életszerű "utcai" önvédelem tanítására. Küzdőtere az ökölvívóring. A versenyzők mélyütés-védőt használnak, mezítláb, ökölvívókesztyűben küzdenek, mely alatt bandázs található. Az edzéseken különösen hangsúlyos a tanulók fizikai állapotának és erőnlétének fejlesztése.
Érdekessége, hogy olyan, távol-keleti elemekből is építkező küzdősportról van szó, amit magyar ember alapított, mára pedig világkarriert futott be az ágazat. Az 1960-as években, amikor személyes misszióként kezdte Magyarországon terjeszteni az alapító Harnos Imre, a kommunista hatalom komoly fenyegetést látott a kezdeményezésben, és illegalitásban edzettek-tanultak a sportolók.

## A Zen Bu Kan jelentése
Az a kifejezés, hogy Zen Bu Kan Kempo szavaira bontva semennyire sem magyar – sőt nem is japán – csak japán szavakból áll, és tükör fordításban értelmetlen maga a kifejezés is. Csak „magyarul gondolkodva” és körbeírva bír jelentéssel a stílusmegjelölés.
- 禅 Zen: – tiszta (emberi) szellem
- 武 Bu: – harc
- 館 Kan: – hely, csarnok, templom – ugyanezzel a kiejtéssel egy másik kanji-val (貫) írva a jelentése: megvalósit
- 拳 Ken: – ököl
- 法 Hoo: – törvény

Az egyik jelentése: a „Harcművészi Szellem Csarnoka”, másik jelentése: „A Szellem által Megvalósított (Vezérelt) Harc”. Egymás után írva a jeleket lesz kenpo vagy kempo.

## A kempo ősei, összetevői
A zen bu kan kempo sokrétű harcművészet, ami összegzi a tradicionális stílusok (jiu-jitsu, judo, aikidó, Kyokushin, thai boksz) és a modern, versenyorientált irányzatok (ökölvívás, kick-box, birkózás, K–1, MMA) előnyeit. Mindazon technikák összességét tartalmazza, amik valós küzdelmi és önvédelmi helyzetben alkalmazhatóak, a fő elv a hatékonyság és a realitás. Az edzések küzdelemcentrikusak (ütés-rúgás, dobásküzdelem, földharc), de az egyéni fejlődés elősegítéséhez hozzá tartozik a formagyakorlatok és a fegyverek használatának tanítása is. E keleti küzdősportok technikáját „összegezte” Harnos Imre, ezáltal megalakítva az új küzdőstílust. Modern amerikai változata a híres Ed Parker féle kempo, amely a Tigristánc című filmből lehet ismert.

## A Zen Bu Kan Kempo alapítója
Harnos Imre 1938-ban Dunaharasztin született – zömök, kis termetét kompenzálni szerette volna, ezért már egész fiatal korában a küzdősportok felé fordult. A birkózás kezdett foglalkozni, és egészen az ifjúsági válogatott szintig vitte a Budapesti Haladás klub színeiben Soós Sándor edzõ, magyar olimpikon kezei alatt. Az ifjú birkózóra ekkor figyelt fel Dr. Galla Ferenc cselgáncsedzõ és elkezdte megismertetni a judóval is.
Az 1956-os forradalom után a 18 éves sportolónak szüleit, barátait hátrahagyva menekülnie kellett Magyarországról. Ausztrián keresztül Franciaországba ment, majd végül Ausztráliában kötött ki és telepedett le végleg. A későbbi Dr. Harnossá érett harcművész, mester az utazásai során, illetve Ausztráliában sokféle harcművészeti ágban tanult, vizsgázott és ért el jelentős eredményeket. (Judo, Sotokan Karate, Ju-Jitsu, Kyikushin Karate, Shorinji Kempo, Tae Kwon Do, Kempo Karate Do). Profi harcosként 15 különböző országban összesen 74 pénzdíjas küzdelme volt, amelyből 72 alkalommal aratott győzelmet. E küzdelmeket ma úgy hívnánk, hogy utcai harcos versenyek, akkoriban többnyire csak pankrációnak nevezték.
Profi pályafutása befejeztével összegezte tapasztalatait és a harcművészetekben felhalmozott tudását, és hozzáadta azt az oktatási rendszert, metodikát, amellyel egy hatékony mozgástanítást tudott létrehozni követői számára. Az így megszületett, általa kialakított stílusnak lett a neve Zen Bu Kan Kempo, amely szabatosan megfogalmazva azt jelenti, hogy: a szellem, az értelem fejlesztése, edzése áll a képzési rendszer középpontjában.

## Versenyrendszere
A tradicionális vonalat követve lehet versenyezni pusztakezes és  fegyveres formagyakorlatban. Harmadik technikai versenyszáma a pusztakezes önvédelem, ahol életszerű utcai támadó szituációk hatékony megoldásának bemutatása a cél.
Küzdelmi versenyszámai az alkalmazható technikák száma és annak ereje szerint a következőképpen kategorizálhatók:
- 1. No-gi földharc: testhezálló ruhában történik. Szabad földharc (grappling) szabályrendszer, ami pontozással, vagy feladatással (kopogtatás) érhet véget.
- 2. Gi földharc: a versenyzők kempo ruhát (gi-t) viselnek. Szabad földharc (grappling) szabályrendszer, ami pontozással, vagy feladatással (kopogtatás) érhet véget.
- 3. Viadal-B küzdelem: a versenyzők kempo ruhát (gi-t) viselnek. 10 unciás boxkesztyű kötelező. Félerejű ütés és rúgás engedélyezett fejre, teljes erejű ütés és rúgás (beleértve a térdrúgást is) szabályos testre. Dobás és földharc megengedett. Földharc közben ütés és rúgás tilos.
- 4. Pusztakezes Viadal küzdelem: testhezálló ruhát kell viselni. Kesztyű nélküli, pusztakezes versenyszám. Teljes erejű köríves rúgás és térdrúgás engedélyezett fejre, fejütés tilos, teljes erejű ütés és rúgás (beleértve a térdrúgást is) szabályos testre. Dobás és földharc megengedett. Földharc közben teljes erejű ütés és rúgás testre engedélyezett.
- 5. Viadal-A küzdelem: testhezálló ruhában történik. 10 unciás boxkesztyű kötelező. Teljes erejű ütéssel és rúgással (térdrúgás is) támadható a fej és a test. Dobás és földharc megengedett. Földharc közben teljes erejű ütés és rúgás testre engedélyezett.
- 6. Viadal-MMA küzdelem: testhezálló ruhát viselnek a versenyzők. 7 unciás MMA-kesztyű viselése kötelező. Teljes erejű ütés és rúgás engedélyezett fejre, testre. Dobás és földharc megengedett. Földharc közben teljes erejű ütés és rúgás fejre és testre engedélyezett.

## A versenyzői és oktatói fokozatok rendszere
A Zen Bu Kan Kempóban lehetőség van megfelelő felkészültség és edzéslátogatottságot követően övvizsga letételére, továbbá különféle versenyeken történő indulásra. A versenyek során technikai (önvédelem, formagyakorlat stb.), illetve küzdelmi számokban (full-contact, pusztakezes küzdelem, földharc stb.) mérettetheti meg magát az ember.

### A kyu rendszer
A zen bu kan kempo kyu rendszerét az alábbi táblázat mutatja be:
| Övfokozat        | Szint       | Övszín                                       |
| ---------------- | ----------- | -------------------------------------------- |
| 12 kyu           | kezdő       | fehér öv                                     |
| 11 kyu           | kezdő       | citromsárga öv                               |
| 10 kyu           | kezdő       | narancssárga                                 |
| 9 kyu            | kezdő       | zöld öv                                      |
| 8 kyu            | középhaladó | kék öv                                       |
| 7 kyu            | középhaladó | bíbor öv                                     |
| 6 kyu            | középhaladó | bíbor öv barna csúccsal                      |
| 5 kyu            | haladó      | barna öv fehér csíkkal                       |
| 4 kyu            | haladó      | barna öv fehér csíkkal fekete csúccsal       |
| 3 kyu            | haladó      | barna öv                                     |
| 2 kyu            | haladó      | barna öv fekete csúccsal                     |
| 1 kyu            | haladó      | barna öv fekete csíkkal                      |
| 1 dan és afelett | mester      | fekete öv meghatározott számú (0-10) csíkkal |

### Az oktatói címek
Az oktatói címek elnyerésének feltételei:
Renshi (rangidős szakértő, profi kiképző, oktató) címet kaphat az a kiváló harcos aki:
- magas szintű harcművészeti tudással rendelkezik és elérte a 3. DAN fokozatot;
- kiváló oktató, tanítványai elismerik és tisztelik erényességét, emberségét tudását;
- tanítványai között 1-2 danosok vannak akik szintén aktívak a ZEN BU KAN KEMPO rendszerében;
- lojalitása maximális, így rendszerével erős támasza a szövetségnek.

Kyoshi (mester, tanárok tanára) címet kaphat az a kiváló harcos aki:
- magas szintű harcművészeti tudását folyamatosan fejleszti, különösen a természetgyógyászat irányában és elérte az 5. DAN fokozatot;
- kiváló mester, szilárd jellemével, életével példát mutat tanítványainak;
- tanítványai között 3. danosok vannak, akik gyerek, felnőtt csapatokat vezetnek nemre, korra tekintet nélkül;
- lojalitása maximális, így rendszerével erős támasza a szövetségnek.

Hanshi (rangidős mester, mintaoktató) cím a legalább 8. danos mesternek jár, akinek a tanítványai között 5. danosok is vannak.

## Sajtója
Az Ökölharc című Zen Bu Kan Kempo Magazin a Kyoshi Takács Attila (5. dan) kempo mester által életre hívott nyomtatott újság, mely időszakos kiadványként számol be a Magyar Zen Bu Kan Kempo Sportszervezet legfontosabb híreiről, eseményeiről, továbbá interjúkat, portrékat közöl a hazai ZBKK-élet legismertebb és elismertebb alakjaival.